# براندون إنجي
براندون إنجي (بالإنجليزية: Brandon Inge)‏ هو لاعب كرة قاعدة أمريكي، ولد في 19 مايو 1977 في لينشبرغ في الولايات المتحدة.

## وصلات خارجية
- براندون إنجي على موقع دوري كرة القاعدة الرئيسي (الإنجليزية)
- براندون إنجي على موقعبيزبول رفرنس.كوم (الدوري الرئيسي) (الإنجليزية)
- براندون إنجي على موقعبيزبول رفرنس.كوم (الدوري الثانوي) (الإنجليزية)
- براندون إنجي على موقع إي إس بي إن.كوم (أم.أل.بي) (الإنجليزية)
- براندون إنجي على موقع مشجعي الرسوم البيانية (الإنجليزية)